# Mifune (film)
Mifune (Mifunes sidste sang) är en dansk Dogme 95-film från 1999, med manus av Anders Thomas Jensen och regi av Søren Kragh-Jacobsen, och producerad av Nimbus Film II Aps.

## Handling
Mifune är ett känslofullt drama om den nygifte Kresten (Anders W. Berthelsen) som på grund av sin pappas begravning tvingas lämna Köpenhamns yuppiemiljö för att resa tillbaka till sitt barndomshem på Lolland. 
Han har precis gift sig med chefens dotter men den relationen upphör snabbt när hon ser föräldrahemmet och Krestens efterblivna bror Rud (Jesper Asholt). Kresten beslutar sig för att anställa ett hembiträde som kan ta hand om gården och hans olycksalige bror. Hembiträdet Liva (Iben Hjejle) visar sig dock vara en tidigare prostituerad som försöker ta sig från trakasserande telefonsamtal, men inom kort börjar känslorna visa sig mellan henne och Kresten.     

## Mottagande
Michael Søby skriver i sin bok Danske Film og Filmfolk: "i en anden af årets bedste film, Mifunes sidste sang. Til gengæld fik Jesper Asholt både en Bodil og en Robert for denne den tredje dogmefilm, der også skaffede Søren Kragh-Jacobsen en sølvbjørn på Berlin Film Festivalen og Iben Hjejle et internationalt gennembrud som skuespiller."
Mifune sågs av 350 861 personer på bio i Danmark, vilket gör den till den tredje mest sedda danska filmen 1999, och nummer 6 av samtliga filmer.

## Rollista
| Iben Hjejle            | – Husan Liva Psilander |
| Anders W. Berthelsen   | – Kresten              |
| Paprika Steen          | – Pernille             |
| Sidse Babett Knudsen   | – Bibbi                |
| Sofie Gråbøl           | – Claire               |
| Søren Fauli            | – Rösten (voice)       |
| Jesper Asholt          | – Rud, Krestens bror   |
| Emil Tarding           | – Bjarke               |
| Anders Hove            | – Gerner, Krestens vän |
| Mette Bratlann         | – Nina, Prostituerad   |
| Susanne Storm          | – Hanne, Prostituerad  |
| Ellen Hillingsø        | – Lykke, Prostituerad  |
| Søren Malling          | – Palle Alfons         |
| Kjeld Nørgaard         | – Claires far          |
| Kirsten Vaupel         | – Claires mor          |
| Torben Jensen          | – Kund                 |
| Klaus Bondam           | – Präst                |
| Lene Laub Oksen        | – Prostituerad         |
| Line Kruse             | – Prostituerad         |
| Sofie Stougaard        | – Bagare               |
| Rasmus Haxen           | – Gerners vän          |
| Ole Møllegaard         | – Gerners vän          |
| Esben Pedersen         | – Den döda fadern      |
| Christian Sievert      | – Herning              |
| Arthur Jensen II       | – Ruds vän             |
| Albert Pedersen        | – Ruds vän             |
| Morten Flyverbom       | – Ruds vän             |
| Christian Grønvall     | – Bartender            |
| Jens Basse Dam         | – Affärsman            |
| Peter Rygaard          | – Affärsman            |
| Dan Paustian           | – Affärsman            |
| Elith Nykjær Jørgensen | – Klarinettist         |